# هرمن (نبراسکا)
هرمن(به انگلیسی: Herman) شهری در ایالت نبراسکا کشور ایالات متحده آمریکا است که جمعیت آن در سرشماری سال ۲۰۱۰ میلادی، ۲۶۸ نفر بوده‌است.